# Булатов, Эрик Владимирович
Э́рик Влади́мирович Була́тов (род. 5 сентября 1933[…], Свердловск) — советский и российский художник. Почётный член Российской академии художеств (2008). Член-корреспондент Саксонской академии искусств (1997).

## Биография

### Происхождение
Отец — Владимир Борисович Булатов (1901—1944), родом из Саратова, выпускник Института народного хозяйства имени Г. В. Плеханова, был партийным работником (вступил в партию в 1919 году), батальонный комиссар, капитан, 7 июля 1944 года погиб на фронте; награждён орденом Красной Звезды (1944), другими наградами. Мать Раиса Павловна, родом из Белостока (Польша), в возрасте пятнадцати лет нелегально эмигрировала в Россию и уже через три года устроилась на работу стенографисткой — несмотря на то, что по приезде не знала русского языка (владела только идишем и польским). До войны семья жила в Москве. В 1941 году Эрик с матерью был эвакуирован в Саратов и позже в Свердловск.
По словам Булатова, его отец почему-то очень верил в то, что он станет художником.

### Творческая деятельность
В 1958 году окончил Художественный институт имени В. И. Сурикова. С 1959 года работал в детских издательствах «Детгиз» и «Малыш» вместе с И. И. Кабаковым и О. В. Васильевым. Практически тридцать лет источником средств для Булатова служило иллюстрирование детских книг (по принципу: «полгода на книжки, полгода на живопись»). Выставочную деятельность начал в 1957 году в Москве и продолжил — с 1973 года — уже за границей.
Характерным и узнаваемым творческим методом Булатова является столкновение плакатного текста, выхваченного из контекста советской действительности, с фигуративной (чаще всего пейзажной, заимствованной из массовой печати) составляющей. В результате художнику удаётся предельно доступным образом проиллюстрировать абсурдность действительности, перенасыщенной символикой советской пропаганды.
Помимо работ соц-артовской тематики, ещё в своих ранних работах Булатов разработал теорию взаимодействия картины и пространства. Согласно этой теории картина состоит из двух взаимоисключающих частей: конкретной, реальной плоскости — «картинной плоскости», и некого воображаемого пространства, которое можно построить по одну из сторон этой плоскости. В своих произведениях Булатов стремился не сводить воедино по сложившейся традиции, а противопоставлять эти понятия. В этих его произведениях заметно влияние Фалька.

Моё дело как раз совершенно другое, чем дело поп-арта и дело соц-арта. Они старались доказать, что социальная реальность — это единственное, что у нас есть, единственная реальность. Всё остальное просто не имеет значения. А я хотел всегда доказать, что социальное пространство ограничено, оно имеет границу, и свобода — всегда за этой границей.
— Эрик Булатов, документальный сериал «Художник говорит», 2018
Работы Булатова постоянно выставляются на аукционные торги современного искусства. Так, на аукционе «Филипс» работа «Советский космос» ушла примерно за 1,6 млн долларов, ещё два полотна на советскую тематику, в том числе «Революция — перестройка», были проданы по миллиону долларов за каждое, что сделало Булатова одним из самых дорогих современных русских художников. С 1963 года и до конца 1960-х годов Эрик Булатов экспериментирует с различными модернистскими стилями в живописи, проявляя интерес к анализу пространственных, световых и цветовых решений. В СССР художник не мог выставляться по соображениям цензуры, лишь в 1965 и 1968 годах прошли кратковременные показы его работ в Курчатовском институте и кафе «Синяя птица» в Москве. В начале 1970-х годов начал создавать крупномасштабные картины, в которых, как правило, обращался к социальным темам и масс-медийным образам советской действительности, изображая лозунги, надписи и плакаты. В 1972 году создаёт знаменитый «Горизонт», который в период перестройки был воспринят как пародийное произведение и даже отождествлялся со стилем соц-арт. В 1988 году после серии крупных персональных выставок (в цюрихском Кунстхалле, Центре Жоржа Помпиду и других, а также после участия в Венецианской биеннале) стремительно получил международное признание — был назван «художником перестройки» и признан ЮНЕСКО лучшим художником года. Многие произведения Эрика Булатова попали в западные коллекции и музеи.
С 1989 года жил в Нью-Йорке, в 1992 году переехал в Париж. В 2003 году впервые на родине прошла выставка его графики, а в 2006 году — первый ретроспективный показ его живописных произведений (обе выставки — в Третьяковской галерее). В 2013 году стал лауреатом Всероссийского конкурса в области современного искусства «Инновация», в номинации «За творческий вклад в развитие современного искусства». В 2015 году художник был приглашен для создания масштабных полотен при открытии нового здания Музея современного искусства «Гараж» в Москве. В этом же году для экспозиции Музея первого президента России Б. Н. Ельцина создал картину «Свобода».

## Семья и личная жизнь
Живёт в Москве и Париже.
В России представлен галереей «pop/off/art».
Эрик Булатов трижды женат. После безвременной смерти поэта Михаила Соковнина Булатов в 1978 году женился на его вдове Наталье, с которой находится в браке и по состоянию на 2023 год своего 90-летия, вместе с ней снимался в документальном фильме к юбилею.

## Персональные выставки
- 2020 — Мурал «Стой — иди. Амбар в Нормандии» в рамках фестиваля «Арт-Овраг». Выкса
- 2019 — «Black Horizon». Galerie BPS22. Musée d’art de la Province de Hainaut. Шарлеруа. Бельгия
- 2018 — «Свобода есть. Графика 1955—2018 годов». Ельцин-Центр. Екатеринбург
- 2017 — «Картина и зрители» в экспозиции главного здания ГТГ. Государственная Третьяковская галерея. Москва
- 2016 — Мастерская Петра Фоменко. Москва
- 2016 — Skopia gallery. Женева, Швейцария
- 2015 — «Все в наш Гараж!». Музей современного искусства «Гараж», Москва
- 2015 — «ВОТ. Erik Bulatov». Kasia Kulczyk. Лондон, Великобритания
- 2014 — Эрик Булатов «ЖИВУ — ВИЖУ» . Манеж. Москва
- 2013 — «Живопись и рисунки, 1966—2013», Национальный музей, Монако, Княжество Монако
- 2006 — Эрик Булатов. Вот. Государственная Третьяковская галерея, Москва
- 2006 — «Свобода есть свобода». Кёстнеровское общество. Ганновер, Германия
- 2003 — Рисунки. Государственная Третьяковская галерея, Москва
- 2003 — «ВОТ. Живопись, графика, книги». Государственный центр современного искусства. Москва
- 2002 — Erik Bulatov. FIAC. Galerie Dina Vierny
- 2001 — «Эрик Булатов». Галерея Бломквист. Осло, Норвегия
- 1999-2000 — «Эрик Булатов». Музей Майоля — Фонд Дины Верни. Париж, Франция
- 1998 — «Эрик Булатов. Картина умерла. Да здравствует картина!». Галерея Ф. Берндта/Галерея В. Рекерманна. Кёльн, Германия
- 1997 — «Скорость. Космос. Гибрид. Власть. Становление». Биеннале в Кванчжу. Южная Корея
- 1996 — «Несовместимые пространства». Галерея Рене Циглер. Цюрих, Швейцария
- 1995 — «Несовместимые пространства». Галерея Ф. Берндта/Галерея В. Рекерманна. Кёльн, Германия
- 1994 — «Эрик Булатов». Галерея Филлис Кайнд. Нью-Йорк, США
- 1992 — Erik Bulatov. FIAC. Galerie Dina Vierny
- 1991 — Erik Bulatov. Galeria fernando Duran, Мадрид
- 1991 — «Эрик Булатов». Галерея Филлис Кайнд. Нью-Йорк, США
- 1989 — One-man Show. Institute of Contemporary Art. Лондон, Великобритания
- 1989 — Erik Bulatov. Phyllis Kind Gallery. Нью-Йорк
- 1989 — Erik Bulatov. Dany Keller Galerie, Мюнхен, Германия
- 1989 — Запуск дирижабля к 200-летию Великой Французской революции с изображением картины Э. Булатова (совместно с К. Херингом). Париж, Франция
- 1989 — «Эрик Булатов». Музей изобразительных искусств. Цюрих, Швейцария; Университетский музей Портикус
- 1988 — One-man Show, De Appel Foundation, Амстердам, Нидерланды
- 1988 — Erik Bulatov. Kunstverein, Фрайбург, Германия
- 1988 — Erik Bulatov. Kunsthalle, Цюрих
- 1988 — Erik Bulatov. Centre Georges Pompidou, Париж, Франция
- 1988 — «Ich lebe — Ich sehe». Kunstmuseum, Берн, Швейцария
- 1968 — Персональная однодневная выставка. Кафе «Синяя птица», Москва
- 1965 — Эрик Булатов/Вячеслав Калинин. Институт ядерной физики, Москва

## Награды и премии
- 1997 — Премия в разделе «Власть». Биеннале в Кванчжу (Южная Корея).
- 2013 — Премия «Инновация» «За творческий вклад в развитие современного искусства»
- 2013 — Орден Российской академии художеств «За служение искусству»[15]
- 2014 — Орден Дружбы (28 октября 2014 года, Россия) — за большой вклад в укрепление дружбы и сотрудничества с Российской Федерацией, сохранение и популяризацию русского языка и культуры за рубежом[16]
- 2015 — Кавалер ордена Искусств и литературы (Франция)

## Работы находятся в собраниях
- Государственная Третьяковская галерея, Москва
- Государственный Русский музей, Санкт-Петербург
- Государственный Центр современного искусства, Москва
- Нижегородский государственный художественный музей, Нижний Новгород
- Собрание Евгения Нутовича, Москва
- Собрание фирмы «Прома», Москва[источник не указан 2157 дней]
- Людвиг Форум международного искусства, Аахен, Германия
- Музей искусств, Базель, Швейцария
- Исторический музей, Берлин, Германия
- Музей искусств, Берн, Швейцария
- Музей Альбертина, Вена, Австрия
- Государственный Музей искусств, Дрезден, Германия
- Музей Людвига, Кёльн, Германия
- Музей современного искусства, Фонд Великого Герцога Жана, Люксембург
- Музей Джейн Вурхис Зиммерли, коллекция Нортона и Нэнси Додж, Ратгерс университет, Нью-Брансвик, Нью-Джерси, США [17]
- Государственный музей современного искусства, Центр Жоржа Помпиду, Париж, Франция
- Музей Майоля[англ.], Фонд Дины Верни, Париж, Франция
- Музей ART4, Москва

## Документалистика
- Документальный фильм. Режиссеры: Татьяна Пинская, Александр Шаталов. 2013 г. Весна во Флоренции.  52 мин. Россия-Культура. {{cite episode}}: |series= пропущен или пуст (справка); Внешняя ссылка в |credits= (справка) Сцены из жизни художника Эрика Булатова.
- Документальный фильм. Режиссер: Анатолий Малкин. ИП «Малкин Анатолий Григорьевич» по заказу ГТРК «Культура». 2017 г (26 июля 2017). Эрик Булатов. Иду.... Россия-Культура. {{cite episode}}: |series= пропущен или пуст (справка); Внешняя ссылка в |credits= (справка)